# Campeonato Europeo de Curling Masculino de 2003
El XXIX Campeonato Europeo de Curling Masculino se celebró en Courmayeur (Italia) entre el 5 y el 13 de diciembre de 2003 bajo la organización de la Federación Mundial de Curling (WCF) y la Federación Italiana de Curling.

## Tabla de posiciones
| Pos | Equipo     | G | P | G–P |
| --- | ---------- | - | - | --- |
| 1   | Dinamarca  | 8 | 1 | –   |
| 2   | Suecia     | 7 | 2 | –   |
| 3   | Suiza      | 6 | 3 | 1–0 |
| 4   | Escocia    | 6 | 3 | 0–1 |
| 5   | Noruega    | 5 | 4 | 1–0 |
| 6   | Alemania   | 5 | 4 | 0–1 |
| 7   | Francia    | 4 | 5 | –   |
| 8   | Italia     | 2 | 7 | 1–0 |
| 9   | Finlandia  | 2 | 7 | 0–1 |
| 10  | Inglaterra | 0 | 9 | –   |

## Cuadro final
|  | Semifinales | Semifinales |   |           | Final        | Final |  |
|  |             |             |   |           |              |       |  |
|  |             |             |   |           |              |       |  |
|  | Dinamarca   | 4           |   |           |              |       |  |
|  | Escocia     | 6           |   |           |              |       |  |
|  |             |             |   |           |              |       |  |
|  |             |             |   |           |              |       |  |
|  |             |             |   |           | Escocia      | 11    |  |
|  |             | Suecia      | 5 |           |              |       |  |
|  |             |             |   |           |              |       |  |
|  |             |             |   |           |              |       |  |
|  |             |             |   |           | Tercer lugar |       |  |
|  |             |             |   |           |              |       |  |
|  | Suecia      | 10          |   | Dinamarca | 9            |       |  |
|  | Suiza       | 5           |   |           | Suiza        | 8     |  |